# 青森県道269号増田浅虫線
青森県道269号増田浅虫線（あおもりけんどう269ごう ますたあさむしせん）は、青森県東津軽郡平内町増田から青森市浅虫に至る一般県道である。

## 概要
東津軽郡平内町増田から青森湾に向かってほぼ西に進んで浅虫ダムの南側を通り、青森市浅虫字山下で北方向に進路を変え、ほぼ青い森鉄道線に平行した後、浅虫温泉駅前を通過後に青森市浅虫字坂本の国道4号交点に至る。
青い森鉄道との並行区間は、旧国道4号であった。

### 路線データ
- 起点 : 東津軽郡平内町大字増田[1]
- 終点 : 青森市大字浅虫[1]（国道4号交点）

## 歴史
- 1992年（平成4年）7月17日 - 青森県が県道に認定する[1]。

## 路線状況

### 冬期閉鎖区間
- 平内町増田 - 青森市浅虫（12月上旬 - 5月下旬）

## 地理

### 交差する道路
- 国道4号（終点）

### 沿線の施設など
- 浅虫温泉森林公園
  - 青森県立浅虫水族館
- 浅虫観光ホテル
- 青森東消防署 浅虫分署
- 道の駅浅虫温泉
- 浅虫海づり公園
- 青森警察署 浅虫交番
- 浅虫郵便局
- 青い森鉄道線 浅虫温泉駅
- 浅虫温泉郷
- 旧青森市立浅虫小学校（2013年3月31日閉校）
- 浅虫ダム
  - 浅虫ダム展望台